# Центральная библиотечная система (Находка)
Центральная библиотечная система Находки — сеть муниципальных библиотек Находкинского городского округа.
Филиалы:
- Центральная городская библиотека;
- Городская библиотека-музей;
- Центральная детская и юношеская библиотека;
- библиотечный комплекс «Зелёный мир»;
- библиотечный комплекс «Ливадия»;
- библиотечный комплекс «СемьЯ»;
- библиотека № 4;
- библиотека № 9;
- детская библиотека № 10;
- детская библиотека № 14;
- детская библиотека № 15;
- библиотека № 23;
- библиотечно-досуговый центр.

Фонд периодических изданий с 1980-х гг. по настоящее время составляет 456489 экземпляров. В читальных библиотеках города записаны более 44 тыс. человек. Ежегодно совершается более миллиона книговыдач.